# 尤里安·敏兹
尤里安·敏兹（ユリアン・ミンツ﹝VHS版: Julian Minci、DVD版: Julian Mintz﹞）（宇宙曆782年3月25日－），是日本作家田中芳樹所著科幻小说《银河英雄传说》主角之一楊威利的養子。

## 簡介
由於尤里安·敏兹是軍人遺裔，據「軍人子女戰時福利特別法」（又稱「托爾巴斯法」），15歲前之孤兒得交由軍人來撫養；尤里安便經由亞列克斯·卡介倫少將代為申請，把他帶入時為上校之楊威利家中。他做家事井然有序，和楊威利完全不同，他泡紅茶非常好喝，深得楊威利喜愛。
尤里安·敏兹本身文武全才，和楊威利有明顯對比，其第一次架駛「斯巴達尼恩」戰機出戰，便擊落巡游舰一艘、王尔古雷三艘；另一方面他射擊技術也是名列前茅，除了他本身才華外，要歸功於指導他的一流人物，如奧利比·波布蘭、華爾特·馮·先寇布等。
楊家之溫暖、楊艦隊之闊達對尤里安而言是他人生記憶中具有最高價值、最令他懷念，同時在時間及空間環境上具體成形之要素。永遠忘不了這些事物是尤里安幸福，但是，日後卻也成爲最令他傷心之思古情懷。
尤里安12歲便和楊威利一起，受到楊思考方式影響相當深遠，在做出決定時，第一個想便是：「楊威利會怎麼做？」。楊威利死後，伊謝爾倫政府成立，尤里安成為軍事最高指揮官。後來和萊因哈特會面，提出了立憲政治想法，最後在萊因哈特死前，特地說明了如果不行，改行立憲體制也可，使民主自由種子得以保存下來。和平之後，尤里安他將楊的言行和人生經歷記載下來，為後世的歷史學家提供史料。

## 配音員
- 佐佐木望
- 梶裕貴（銀河英雄傳說 Die Neue These）

## 內部連結
- 銀河英雄傳說
- 銀河英雄傳說人物列表
- 銀河英雄傳說歷史年表